# Berberidopsidales
Berberidopsidales, maleni biljni red grmastih penjačica i drveća s južne hemisfere, Čile, Argentina i Australija. Opisao ga je tek 2001 godine rusaki botaničar Aleksandr Borisovič Doveld, a pripadaju mu dvije porodice s ukupno tri ili četiri vrste. 
Red je dobio ime po rodu Berberidopsis, s dvije vrste grmastih penjačica nekada uključivanih u porodicu Flacourtiaceae, danas u Berberidopsidaceae, a rastu u Čileu (B. corallina) i Australiji, Queensland i Novi Južni Wales (B. beckleri). Drugi rod ove porodice je Streptothamnus s vrstom Streptothamnus moorei iz istog područja Australije kao i B. beckleri.
Porodici Aextoxicaceae pripada samo jedna vrsta, Aextoxicon punctatum, vazdazeleno stablo čija je domovina južni Čile i Argentina.

## Opis
Berberidopsidales su mali red drvenastih zimzelenih dikotiledonih biljaka, sastavljen od dvije porodice (Berberidopsidaceae i Aextoxicaceae) koje sadrže ukupno četiri vrste, pronađene samo u Čileu i Australiji. To je jedan od bazalnih redova među jezgrom eudikota (glavni klad ili biljke sa zajedničkim genetskim podrijetlom).
Postojanje Berberidopsidales postalo je očito tek korištenjem molekularnih podataka. I sjemenska ovojnica i anatomija drva ranije su sugerirali da tri vrste Berberidopsidaceae zapravo ne pripadaju porodici Flacourtiaceae (sada raskomadane), gdje su bile smještene. S druge strane, veza između Berberidopsidaceae i Aextoxicaceae bila je neočekivana, jer članovi ove dvije porodice izgledaju vrlo različito. Aextoxicaceae je bila povezana s raznim porodicama u redu Malpighiales (iako ne i s Flacourtiaceae), kao i članovima reda Laurales.
Aextoxicaceae sadrži samo jedan rod s jednom vrstom, Aextoxicum punctatum, rijetko zimzeleno drvo iz Čilea. Biljka je prekrivena ljuskama, a listovi su više-manje nasuprotni. Cvjetovi su prilično neugledni, ali vrlo osebujni. Muški i ženski cvjetovi rađaju se na različitim biljkama. Pupoljak je okružen brakteolama, ili malim lisnatim strukturama na peteljci, koje otpadaju kako se cvjetovi šire zajedno s tankim čašicama. Pet latica je suženo pri dnu, a ima samo pet prašnika. Plodnica se sastoji od dva karpela, iako je samo jedan plodan, pa sadrži samo dva plodišta. Plod je suh i jednosjemeni, a sjemenka ima veliki zametak.
Pripadnici Berberidopsidaceae su zimzelene drvenaste penjačice, s tri vrste u dva roda (Berberidopsis i Streptothamnus) koje rastu u Čileu i istočnoj Australiji. Biljke proizvode cijanid kada su ozlijeđene. Listovi su spiralno raspoređeni i mogu imati bodljikave zubiće; glavne vene nastaju zajedno na dnu oštrice. Cvjetovi su dvospolni i imaju šest ili više prašnika. Čašični listovi i latice mogu biti različiti ili slični i laticasti. Jajnik ima mnogo ovula na svojim stijenkama, a plod je bobica koja sadrži sjemenke s vrlo malim embrijima. B. corallina, iz Čilea, ponekad se uzgaja zbog svojih jarko crvenih cvjetova.

## Galerija slika
- Berberidopsis corallina
- Aextoxicon punctatum
- Aextoxicon punctatum
- Aextoxicon punctatum